# Wsewolod Sergejewitsch Burzew
Wsewolod Sergejewitsch Burzew (russisch Всеволод Сергеевич Бурцев, englische Transkription Vsevolod Sergeevich Burtsev; * 11. Februar 1927 in Moskau; † 14. Juni 2005 ebenda) war ein russischer Computerarchitekt und führender Experte in der ehemaligen Sowjetunion für Hochleistungsrechner.

## Leben und Werk
Burzew studierte am Moskauer Institut für Elektrotechnik (MPEI) und ging dann an das Institut für Präzisionsmechanik und Computertechnik (IPMCE, ITM CT) von Sergei Alexejewitsch Lebedew (später nach Lebedew benannt), unter dem er sich in seinem Diplomprojekt an der Weiterentwicklung der BESM Reihe beteiligte. 1953 bis 1956 entwickelte er daraus die Computer Diana 1 und 2 zur Auswertung von Radarsignalen und simultanen Zielerfassung, Thema seiner Doktorarbeit. Seine Entwicklung revolutionierte die sowjetische Flug- und Raketenabwehr. Ab 1956 setzte er die Arbeit mit der Entwicklung der Computer M-40 und M-50 für die Raketenabwehr fort, die Ende der 1950er Jahre ausgeliefert wurden. Der M-40 war seinerzeit der schnellste in Serie gefertigte sowjetische Computer und funktionierte bereits als eine Art Parallelrechner mit unabhängiger Kontrolle für Arithmetikeinheit, Kontrolleinheit, Computerspeicher und externem Speicher mit Signalübertragung im Input und Output im asynchronen Multiplexverfahren über zehn Kanäle und mit einer Gesamtübertragungsrate von 1 Mbit pro Sekunde. M-50 war eine Gleitkomma-Version von M-40 und ging 1959 in Serie. Burzew erhielt dafür mit Lebedew den Leninpreis.
Der Ruf nach schnelleren und zuverlässigeren Rechnern führte ab 1961 zur Entwicklung der 5E92b und deren Gleitkommaversion 5E51 in den 1960er Jahren, ebenfalls für die Raketenabwehr. In ihnen wurde auch erstmals in der Sowjetunion die Verwendung mehrerer Prozessorkerne demonstriert (1967 Systeme mit acht Prozessorkernen). Die Zahl der Kerne wurde nicht nur wegen der Geschwindigkeit, sondern auch aus Gründen der Zuverlässigkeit erhöht. 1969 bis 1972 entwickelte er den Bordcomputer der dritten Generation S-300 für Flugabwehrraketen. Er hatte drei modulare parallele Prozessorkerne und leistete etwa so viel wie die BESM-6 des IPMCE bei geringem Raumbedarf von rund einem Kubikmeter.
In den 1970er Jahren war er Chefdesigner des IPMCE (1973 Direktor) und es entstanden dort die Hochleistungsrechner Elbrus-1 und 2 von Boris Artaschessowitsch Babajan, an denen Burzew wesentlich beteiligt war. Elbrus-1 wurde 1980 fertig und erreichte 15 Millionen Operationen pro Sekunde (OPS), Elbrus-2 mit zehn Prozessoren wurde 1985 fertig mit 125 Millionen OPS. Sie waren Superskalar-Rechner, die auch der Entwicklung im Westen auf diesem Gebiet zehn Jahre voraus waren. Alexander Kim war ein führender Mitarbeiter Burzews.
1986 bis 1993 leitete Burzew die Entwicklung eines Parallelrechners mit optischer Datenverarbeitung, der 1 Gigaflop erreichte.
Neben seiner Entwicklungsarbeit lehrte er über mehrere Jahrzehnte am Moskauer Institut für Physik und Technologie und an der Moskauer Universität für Luftfahrttechnik. Er habilitierte sich 1962 (russischer Doktortitel) und war seit 1965 Professor am IPMCE. Er veröffentlichte über 150 wissenschaftliche Arbeiten.

## Ehrungen
1976 wurde er korrespondierendes Mitglied der Russischen Akademie der Wissenschaften und 1992 wurde er volles Mitglied. Er erhielt den Leninpreis (1966) und 1972 und 1985 den Staatspreis der UdSSR, den Orden der Oktoberrevolution und den Orden des Roten Banners der Arbeit sowie den Sergei-A.-Lebedew-Preis der Russischen Akademie der Wissenschaften.